# Бьянки, Луиджи Альберто
Луиджи Альберто Бьянки (итал. Luigi Alberto Bianchi; 1 января 1945, Римини — 3 января 2018) — итальянский скрипач и альтист.
Окончил римскую академию музыки Санта-Чечилия как альтист. Начиная с 1968 г. получал поддержку со стороны Иегуди Менухина, по приглашению которого много раз выступал в Великобритании, а в 1970 г. принял участие в патронируемом Менухиным Конкурсе скрипачей имени Карла Флеша (к участию в котором впервые были допущены альтисты) и показал лучший среди альтистов результат. Среди записей Бьянки этого периода — Концертная симфония для скрипки и альта с оркестром Вольфганга Амадея Моцарта с Английским камерным оркестром и Менухиным, который дирижировал и играл на скрипке, а также три сюиты для альта соло Макса Регера и ряд других произведений.
C 1983 г. Бьянки преимущественно перешёл с альта на скрипку. Среди важнейших его записей — полное собрание произведений для скрипки и фортепиано Антонио Бадзини, полное собрание произведений для скрипки и гитары Николо Паганини, скрипичные произведения Нино Рота. Как альтист, а затем и как скрипач Бьянки выступал в дуэте со скрипачом Сальваторе Аккардо и в составе Римского трио с Аккардо и виолончелистом Раду Алдулеску, в некоторых случаях исполнял партию альта в выступлениях Римского квартета во главе с Орнеллой Сантоликвидо. В соавторстве с Луиджи Индзаги Бьянки опубликовал каталог произведений Алессандро Ролла (1981). Начиная с 1993 г. спорадически выступал также как дирижёр.
Имя Бьянки оказывалось в центре внимания прессы в связи с ценнейшей скрипкой Антонио Страдивари Colossus (1716), на которой ранее играли Джанбаттиста Виотти, Пьер Байо и Жак Тибо: в 1987 г. Бьянки приобрёл её на аукционе в Лондоне за 900 тысяч долларов, а в 1998 г. инструмент был украден из его дома в Риме.